# East Gwillimbury
East Gwillimbury to miejscowość (ang. town) w Kanadzie, w prowincji Ontario, w regionie York.
Powierzchnia East Gwillimbury to 245,06 km².
Według danych spisu powszechnego z roku 2001 East Gwillimbury liczy 20 555 mieszkańców (83,88 os./km²).